# Przygody Calineczki
Przygody Calineczki (jap. Sekai Meisaku Dowa Oya-Yubi Hime) – japoński film anime wyprodukowany w 1975 roku przez Toei Animation w reżyserii Yugo Serikawy. Zrealizowany na podstawie powieści Hansa Christiana Andersena Tommelise wydanego w 1835 roku. Premiera kinowa w Polsce odbyła się w 1980 roku z polskim dubbingiem

## Fabuła
Film anime opisuje przygody Calineczki, która przybywa do świata zwierząt, pod opiekę polnej myszy.

## Obsada (głosy)
- Kazuko Sugiyama jako Calineczka
- Noriko Ohara jako Książę
- Kousei Tomita jako Mogura
- Mariko Miyagi jako Bunbu
- Masako Nozawa jako Chumi
- Ichirō Nagai jako ojciec ropucha
- Kazue Takahashi jako matka ropucha
- Kyôko Kishida jako Narrator, Gekoo

## Wersja polska

### Pierwsza wersja dubbingu
- Reżyser dubbingu: Maria Piotrowska[2]

### Druga wersja dubbingu
Udźwiękowienie: na zlecenie GMC STUDIO

Reżyseria: Maryla Brzostyńska

Realizacja i kierownictwo produkcji: Tomasz Niezgoda

Wystąpili:
- Joanna Jabłczyńska – Pani Myszka
- Jolanta Wilk –
  - Calineczka,
  - Kobieta
- Monika Pikuła – Frania
- Monika Wierzbicka – Żona Marudy
- Lucyna Malec – Chrabąszcz Bzyczek
- Piotr Warszawski – Pan Kret
- Leszek Filipowicz – Książę Krainy Tulipanów
- Dariusz Toczek –
  - Maruda,
  - Rechotek
- Tomasz Bednarek – Narrator
- Mieczysław Morański

i inni
Wykonanie piosenek: Dariusz Toczek, Joanna Jabłczyńska, Piotr Warszawski, Monika Wierzbicka
Lektor: Piotr Warszawski